# Gabriel Kicsid
Gabriel Emeric Kicsid, także Gábor Kicsid, Gavril Kicsid (ur. 2 kwietnia 1948 w Imeni) – rumuński piłkarz ręczny pochodzenia węgierskiego, medalista olimpijski.

## Kariera sportowa
Dwukrotny uczestnik letnich igrzysk olimpijskich. Na igrzyskach w Monachium zagrał w sześciu spotkaniach (12 bramek), zdobywając brązowy medal olimpijski. Cztery lata później zagrał w czterech meczach (4 gole), tym razem zdobył srebro.
W kadrze narodowej debiutował w 1966 roku. W 1970 i 1974 był mistrzem świata. Był w kadrze na mistrzostwach świata w 1978 roku, na których Rumuni zajęli siódme miejsce.
W seniorskiej reprezentacji zagrał 205 spotkań, strzelając 521 goli. Wliczając spotkania we wszystkich kadrach Rumunii, reprezentował swój kraj w 231 spotkaniach, zdobywając 587 bramek.